# Gemeinde Laško

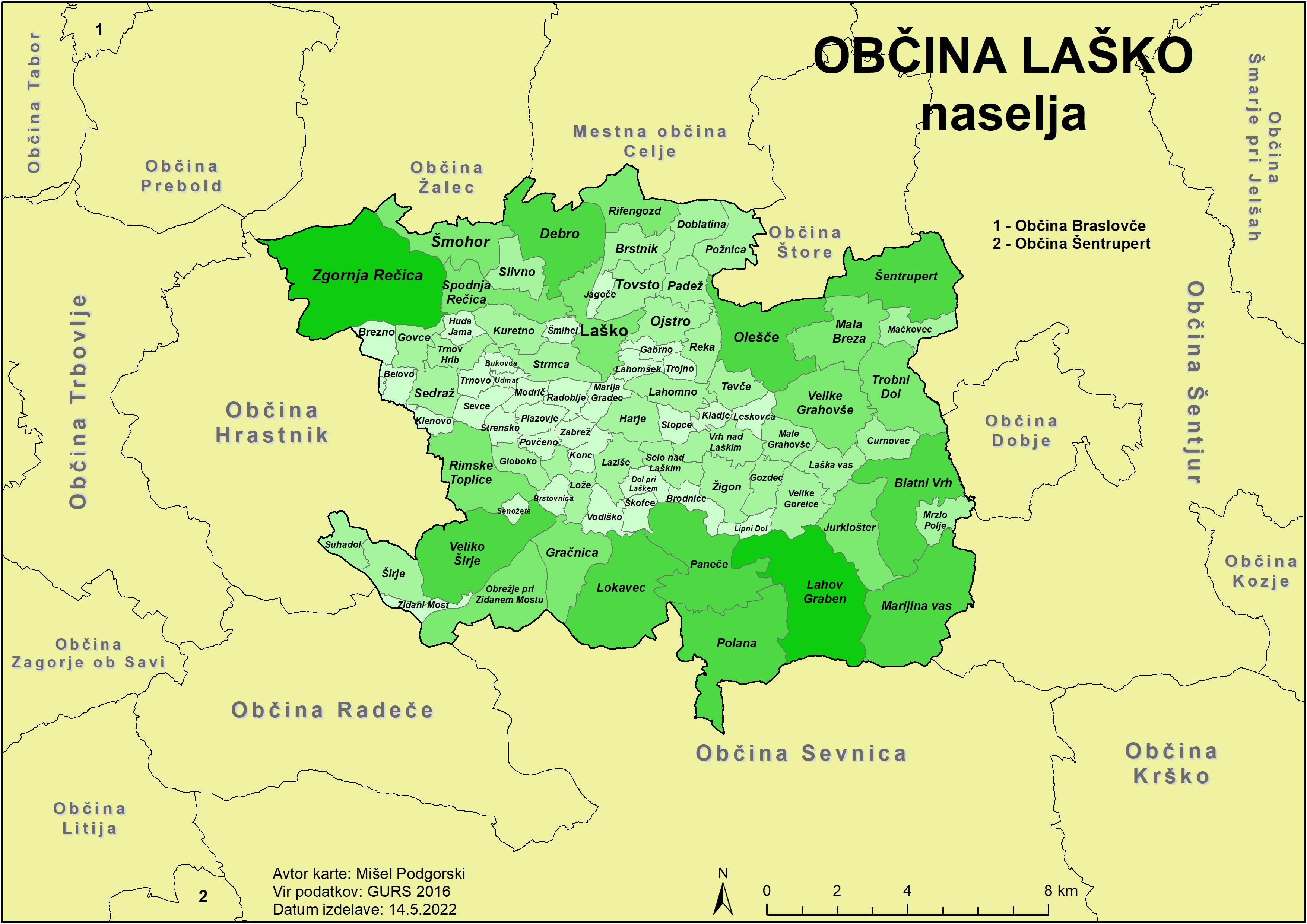
Ortschaften der Gemeinde Laško

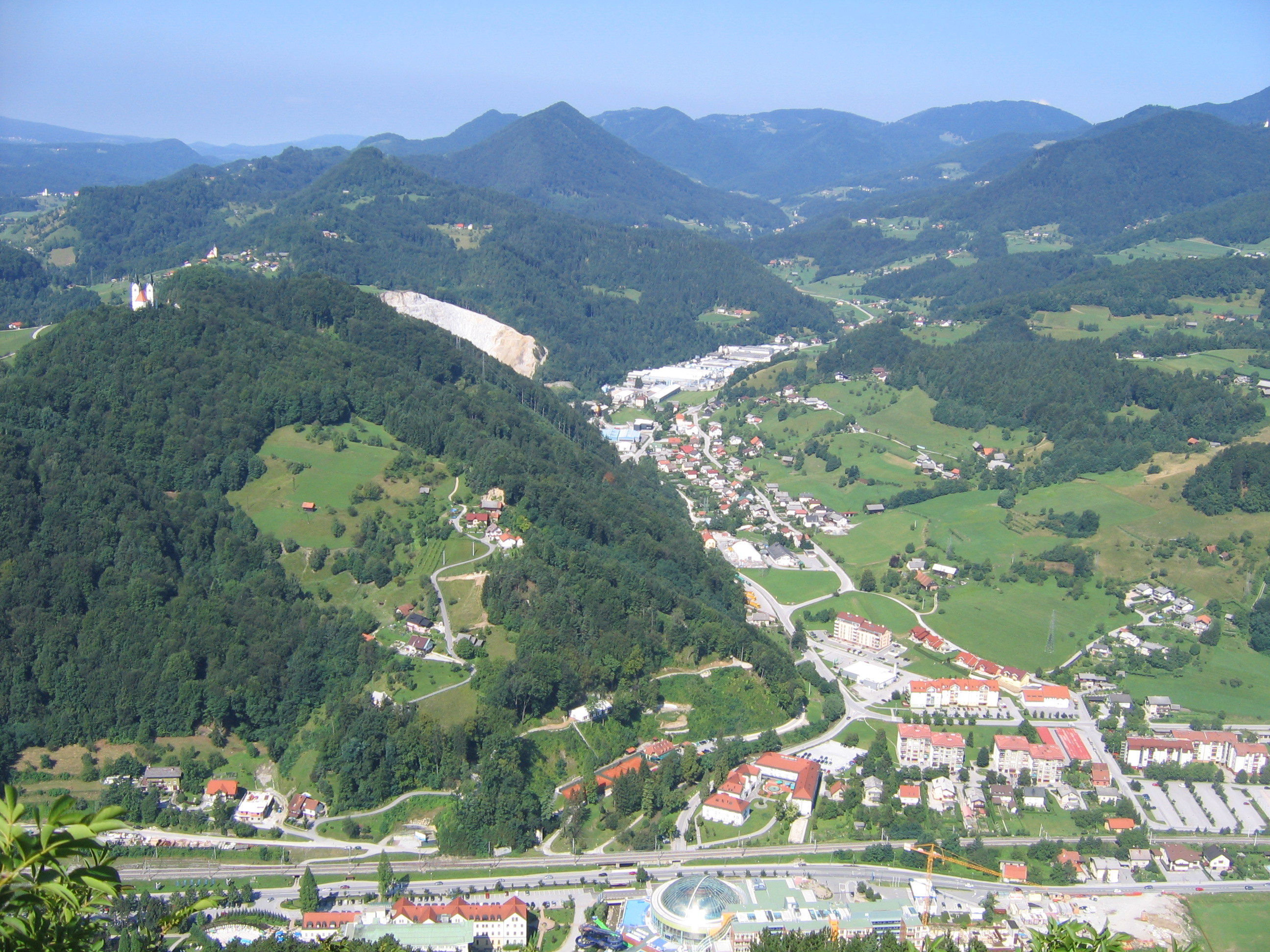
Blick vom Hum nach Westen über Laško

Die Gemeinde Laško (deutsch: Tüffer, oft auch Markt Tüffer) ist eine Gemeinde in der slowenischen historischen Landschaft Untersteiermark, heute Region Savinjska, in Slowenien.
Sie ist benannt nach ihrem Hauptort und Verwaltungssitz, der Stadt Laško.
Traditionsreich sind die Thermen der Stadt, die schon seit 1852 genutzt werden („Kaiser-Franz-Josephs-Bad“), und die der Ortschaft Rimske Toplice.

## Lage
Die Stadt Laško liegt im Tal der Savinja zu beiden Seiten des Flusses und an der ehemaligen österreichischen Südbahn Wien–Triest. Laškos Nachbarstadt ist das nördlicher gelegene und größere Celje.
Zur Gemeinde Laško gehören auch die Ortschaften Zidani Most (an der Mündung des Flusses Savinja in die Save) und Rimske Toplice.

## Ortschaften der Gemeinde
1. Belovo (dt. Wellau)
2. Blatni Vrh (dt. Plattenberg)
3. Brezno (dt. Bresno b. Wellau)
4. Brodnice (dt. Brödnitz)
5. Brstnik (dt. Werstnigg)
6. Brstovnica (dt.  Bristownitz)
7. Bukovca (dt. Bukovza)
8. Curnovec (dt. Zornsberg)
9. Debro (dt. Obertüffer)
10. Doblatina (dt. Toblatin)
11. Dol pri Laškem (dt. Thal)
12. Gabrno (dt. Gabern)
13. Globoko (dt. Globock)
14. Govce (dt. Goldsberg)
15. Gozdec (dt. Gosdetz)
16. Gračnica (dt. Gratschnitz bei Laakdorf)
17. Harje (dt. Harje)
18. Huda Jama (deutsch: Schlimme Grube, älter Teufelsgraben)
19. Jagoče (dt. Jagodisch)
20. Jurklošter (deutsch: Gairach)
21. Kladje (dt. Kleidach)
22. Klenovo (dt. Chlenau)
23. Konc (dt. Kontz)
24. Kuretno
25. Lahomno (deutsch: Lochomel, auch Lochmel)
26. Lahomšek (dt. Birkstein)
27. Lahov Graben (deutsch: Graben bei Gairach)
28. Laška vas (dt. Walddorf)
29. Laško (deutsch: Markt Tüffer)
30. Laziše (dt. Lassach)
31. Leskovca (dt. Haslach)
32. Lipni Dol (dt. Lindenthal)
33. Lokavec (dt. Lokautz bei Laak)
34. Lože (dt. Loschach bei Tüffern)
35. Mačkovec (dt. Katzendorf)
36. Mala Breza (dt. Niederbirk)
37. Male Grahovše (dt. Klein-Grachusche)
38. Marija Gradec (deutsch: Marienberg)
39. Marijina vas (deutsch: Mariendorf)
40. Modrič (dt. Mödritz)
41. Mrzlo Polje (dt. Kaltenfeld)
42. Obrežje pri Zidanem Mostu (deutsch: Sankt Peter bei Tüffer)
43. Ojstro (dt. Oster)
44. Olešče (deutsch: Sankt Peter bei Gairach)
45. Padež (dt. Padesch)
46. Paneče (dt. Panetz)
47. Plazovje (dt. Plas)
48. Polana (dt. Pollane bei Gairach)
49. Povčeno (dt. Plötzen)
50. Požnica (dt. Poschnitz)
51. Radoblje (dt. Luterendorf)
52. Reka (dt. Riecken)
53. Rifengozd (dt. Reiferswald)
54. Rimske Toplice (deutsch: Römerbad)
55. Sedraž (dt. Sedresch)
56. Selo nad Laškim (dt. Selldorf)
57. Senožete (dt. Wiesen)
58. Sevce (dt. Zeltz)
59. Slivno (dt. Schleun)
60. Spodnja Rečica (dt. Unter Retschitz)
61. Stopce (dt. Stillwitz)
62. Strensko (dt. Dransdorf)
63. Strmca (dt. Sankt Michael)
64. Suhadol (dt. Suchadoll bei Lokautz)
65. Šentrupert (deutsch: Sankt Ruprecht bei Cilli)
66. Širje (deutsch: Scheuern)
67. Škofce (dt. Bischofsdorf)
68. Šmihel (deutsch: Sankt Michael bei Tüffer)
69. Šmohor (deutsch: Sankt Hermagor)
70. Tevče (dt. Teutsche)
71. Tovsto (dt. Sankt Peter)
72. Trnov Hrib (dt. Dornberg)
73. Trnovo (dt. Dorndorf bei Tüffer)
74. Trobni Dol (dt. Trobenthal)
75. Trojno (dt. Troyen)
76. Udmat (dt. Ödemut)
77. Velike Gorelce (dt. Gross Gorelz)
78. Velike Grahovše (dt. Gross Grachusche)
79. Veliko Širje (dt. Gross Scheuern)
80. Vodiško (dt.  Wodischko)
81. Vrh nad Laškim (dt. Sankt Leonard bei Tüffer, auch Pirchstein)
82. Zabrež (dt. Sabresch)
83. Zgornja Rečica (dt. Ober Retschitz)
84. Zidani Most (deutsch: Steinbrück)
85. Žigon (dt. Schigun)

## Nachbargemeinden
| Žalec    | Žalec, Celje, Štore                         | Šentjur |
| Hrastnik | Kompassrose, die auf Nachbargemeinden zeigt | Dobje   |
| Radece   | Sevnica                                     | Šentjur |

## Geschichte

### Mittelalter und Neuzeit
Die ersten urkundliche Erwähnungen von Tüffer (Laško) stammen aus den Jahren 1147 und 1182, als der steirische Markgraf Ottokar III. aus dem Hause Traungau dem Kloster Seiz Einkünfte schenkte und seinen Besitz in Laško mehrmals erwähnte. Da sein Sohn Ottokar IV. keine männlichen Nachkommen hatte, kam die Region um Tüffer durch Erbvertrag an Leopold V. aus dem Hause Babenberg, Herzog von Österreich und der Steiermark bis zu seinem Tode im Jahr 1194.
Leopold VI. von Babenberg ließ eine Steinbrücke über die Save (heute Zidani Most) errichten und verlieh Tüffer 1277 das Marktrecht. Nach dem Aussterben der Familie Babenberg gelangte das Gebiet in den Besitz der Habsburger, später an die Grafen von Cilli. 1311 gehörte Tüffer zur Steiermark. Durch die Festlegung der Save als Grenze zwischen der Steiermark und dem Herzogtum Krain im Jahr 1335 verlor Tüffer einen Teil seines Gebietes.
Im Jahr 1490 bestätigte Kaiser Friedrich III. das Markrecht von Tüffer. In den Jahren 1554 bis 1581 wird ein Johann Christian Valvasor als Pfandherr der Herrschaft Tüffer genannt. Im Jahr 1620 verkauften die Habsburger die Herrschaft Tüffer an die Freiherren von Moscon. 1665 gelangte das Gebiet durch Kauf an die Familie Vetter von der Lilie.
Im Jahr 1635 waren die Leibeigenen von Tüffer aktiv am Zweiten windischen Bauernaufstand beteiligt.

### 19. Jahrhundert
Anfang des 19. Jahrhunderts entwickelte sich der Bergbau in der Region. Mit dem Bau der Eisenbahnstrecke Ljubljana-Celje im Jahr 1849 erlangte Laško seine wichtigste Verkehrsverbindung. In dieser Zeit intensivierte sich der Kohlebergbau in Huda Jama und anderen Ortschaften. Es entwickelte sich die lokale Brauerei zu einem Industrieunternehmen (heute Laško-Brauerei). Der Kurort entstand, Leder- und Tuchwaren wurden verstärkt produziert. Die Landwirtschaft erlebte radikale Veränderungen, als die Bauern den Weinbau aufgaben und mit dem Anbau von Obstbäumen und Viehzucht begannen.
Die Märzrevolution im Jahr 1848 brachte Verwaltungsänderungen mit sich. Tüffer wurde Sitz des Bezirksgerichts und der Gerichtsbezirk hatte ungefähr die gleichen Grenzen wie die ehemalige Herrschaft Tüffer am linken Ufer der Savinja. Die eingesetzten Beamten waren größtenteils deutschsprachig, was zu ethnischen Kämpfen mit den slowenischen Einheimischen führte. Es entstanden Organisationen und Vereine, die fast alle nach Nationalitäten getrennt waren. Der einzige zweisprachige Verein war damals der Feuerwehrverein, die zu den ältesten in Slowenien zählt. Der Lesesaal wurde 1869 gegründet.

### 20. Jahrhundert
Bis 1918 hatte Tüffer einen deutschsprachigen Bürgermeister. Im Jahr 1927 erhielt Laško das Stadtrecht.
Nach dem Zusammenbruch der österreichisch-ungarischen Monarchie hörten die ethnischen Kämpfe auf, die politische Differenzierung nahm jedoch zu. Die politischen Auseinandersetzungen im Gebiet der heutigen Gemeinde Laško waren äußerst heftig, doch im Bereich des kulturellen Engagements herrschte Waffenstillstand zwischen Mitgliedern politischer Parteien und Organisationen. Die Mitglieder des Sokol nahmen aktiv an kirchlichen Zeremonien teil, während Anhänger des konservativen Lagers an den Veranstaltungen im Sokol-Haus teilnahmen. Dieses Zusammenleben wurde kurz vor dem Zweiten Weltkrieg zerstört.

### Zweiter Weltkrieg
Auf dem Gebiet der Gemeinde wurden insgesamt sieben Massengräber und zwei nicht gekennzeichnete Gärber aus der Zeit um den Zweiten Weltkrieg gefunden. Die Fundorte liegen in den Ortschaften Laško, Huda Jama, Lahomno, Olešče und Reka.
2009 wurden im Barbara-Stollen, einem verlassenen Bergwerk nahe Huda Jama, eines der größten slowenischen Massengräber mit  mehreren Tausend Leichen entdeckt.